# Laurentius Justinianus Ott
Laurentius Justinianus Ott CRSA (getauft 26. April 1748 in Dietfurt an der Altmühl als Joseph Marcellinus Ott; † 6. April 1805 in Weyarn) war ein Augustiner-Chorherr, Komponist und Chronist im Stift Weyarn.

## Leben und Werk
Ott erhielt seinen ersten Musikunterricht durch Schulmeister Joseph Anton Gibitzer. Von 1759 bis 1764 war er Schüler des Studienseminars in Neuburg an der Donau. Im Anschluss studierte er Logik am Münchner Lyzeum. Am 5. September 1767 trat er in das Augustinerchorherrenstift Weyarn ein. Am 11. September 1768 legte er die Erstprofess ab und war dann als Musiklehrer tätig. Am 6. Oktober 1771 empfing er die Priesterweihe. Ab 1775 war er Subdekan des Stiftes, ab 1780 Musikdirektor und ab 1793 Novizenmeister. Zeitweise war er Direktor der Kleriker. 1801 wurde Aufseher der Klosterapotheke. Auch nach der Säkularisation des Stiftes 1803 wohnte er weiterhin im Stift und wurde 1805 neben Propst Sigl auf dem Weyarner Friedhof beigesetzt.
Als Komponist schuf Ott eine große Zahl von Werken in volkstümlich-homophonem Charakter, die für den Klostereigengebrauch bestimmt waren und über Weyarn hinaus kaum Verbreitung fanden.
Daneben führte er das Weyarner Klostertagebuch, welches unter anderem über das Leben von Joseph Willibald Michl berichtet.

## Werke
Schulkomödien
- Phytias u. Damon (2. Sept. 1785)
- »Gaudete Juvenes« Kantate vor Weihnachten bey der Klöpfelsnacht für Studentes F (um. 1788).

Kirchenmusik
- Missa brevis F, 1779 RISM ID: 450012369
- Messe G 1780 RISM ID: 450012370
- Messe C 1784 RISM ID: 450012366
- Messe D 1785 RISM ID: 450012367
- Missa solemnis et brevis D RISM ID: 450012368
- Messe C 1788 RISM ID: 450012364
- Messe C 1790 RISM ID: 450012385
- Missa solemnis et brevis C RISM ID: 450012363
- Messe C 1791 RISM ID: 450012362
- Messe C RISM ID: 450020527
- Missa de Requiem Es, 1794 RISM ID: 450020529, RISM ID: 450012376
- Off. »o caeli Deus regia« B, 1778 RISM ID: 450012372
- Off. »Cur faciem tuam abscondis« Es, 1794
- 3 Salve Regina, 1778 RISM ID: 450012377
- zahlreiche Cantilenae f. Knabenst., Str. u. Org., seit 1768

Instrumentalwerke
- Sinfonia pastoralis (Ouv.) F, 1778 RISM ID: 450012382
- Sinf. (Ouv.) C, 1780 RISM ID: 450012378
- Sinf. (3 Sätze) C, 1783 RISM ID: 450012380
- Sinf. pastoralis (4 Sätze) C, 1784 RISM ID: 450012379
- Sinf. (4 Sätze) C, 1785. RISM ID: 450012381